# Ciclo de cuatro tiempos

Las cuatro carreras del pistón. El ciclo de cuatro tiempos se compone de: admisión (1), compresión (2), explosión/expansión (3) y escape (4). El lado derecho en azul es la válvula de admisión, mientras que el lado izquierdo en marrón es el orificio de escape. La pared del cilindro está constituida por una camisa que rodea la cabeza del pisón y crea un espacio para la combustión del carburante y la generación de energía mecánica.

Un motor de cuatro tiempos  es un motor de combustión interna alternativo tanto de ciclo Otto como de ciclo Diesel, que precisa cuatro carreras del pistón o émbolo (dos vueltas completas, pero del cigüeñal) para completar el ciclo termodinámico de combustión. Estos cuatro tiempos son: admisión, compresión, combustión o explosión o expansión y escape.
En 1861, el alemán Nicolaus Otto experimentó con su primer motor a gas de cuatro tiempos que tuvo que abandonar debido a dificultades técnicas. En 1867 los alemanes Otto y Langen idearon un motor a gasolina de cuatro tiempos, con la ignición de una mezcla (gasolina, aire comprimido), que presentaron el año siguiente en París. El gran acierto de Otto fue provocar la chispa en la mezcla comprimida en lugar de solo aspirada, lo que aumentó tanto la eficiencia como el rendimiento del motor.
Un diseño alternativo al motor de cuatro tiempos es el motor de dos tiempos.

## Tiempos del ciclo
Aquí se detallan los diferentes tiempos (actividades realizadas durante el ciclo) y sus características.
1. Primer tiempo o admisión: en esta fase el descenso del pistón aspira la mezcla aire combustible en los motores de encendido provocado (MEP) o el aire en motores de encendido por compresión (MEC). La válvula de escape permanece cerrada, mientras que la de admisión está abierta. En el primer tiempo el cigüeñal gira 180° y el árbol de levas da 90°. La válvula de admisión se encuentra abierta y la carrera que realiza el pistón es descendente.
2. Segundo tiempo o compresión: al llegar al final de la carrera inferior, la válvula de admisión se cierra, comprimiendo el gas contenido en la cámara por el ascenso del pistón. En el segundo tiempo el cigüeñal da 180° y el árbol de levas da 90°, y además ambas válvulas se encuentran cerradas y su carrera es ascendente.
3. Tercer tiempo o explosión/expansión: al llegar al final de la  carrera superior el gas  ha alcanzado la presión máxima. En los motores de encendido provocado o de ciclo Otto salta la chispa en la bujía, provocando la inflamación de la mezcla, mientras que en los motores diésel, se inyecta a través del inyector  el combustible muy pulverizado, que se autoinflama por la presión y temperatura existentes en el interior del cilindro. En ambos casos, una vez iniciada la combustión, esta  progresa rápidamente incrementando la temperatura y la presión en el interior del cilindro y expandiendo los gases que empujan el pistón. Esta es la única fase en la que se obtiene trabajo. En este tiempo el cigüeñal gira 180° mientras que el árbol de levas gira 90° respectivamente, ambas válvulas se encuentran cerradas y su carrera es descendente.
4. Cuarto tiempo o escape: en esta fase el pistón empuja, en su movimiento ascendente, los gases de la combustión que salen a través de la válvula de escape que permanece abierta. Al llegar al punto máximo de carrera superior, se cierra la válvula de escape y se abre la de admisión, reiniciándose el ciclo. En este tiempo el cigüeñal gira 180° y el árbol de levas gira 90°.